# Zapotalito, Platón Sánchez
Zapotalito är en ort i Mexiko.   Den ligger i kommunen Platón Sánchez och delstaten Veracruz, i den sydöstra delen av landet, 220 km norr om huvudstaden Mexico City. Zapotalito ligger 55 meter över havet och antalet invånare är 159.
Terrängen runt Zapotalito är platt. Runt Zapotalito är det ganska tätbefolkat, med 108 invånare per kvadratkilometer. Närmaste större samhälle är Platón Sánchez, 9,9 km sydost om Zapotalito. Trakten runt Zapotalito består till största delen av jordbruksmark.